# Stelis viridula
Stelis viridula är en orkidéart som beskrevs av Carlyle August Luer. Stelis viridula ingår i släktet Stelis och familjen orkidéer. Inga underarter finns listade i Catalogue of Life.